# Květná
Květná (en allemand : Blumenau) est une commune du district de Svitavy, dans la région de Pardubice, en République tchèque. Sa population s'élevait à 421 habitants en 2024.

## Géographie
Květná se trouve à 10 km au sud-ouest de Svitavy, à 53 km au sud-est de Pardubice et à 142 km à l'est-sud-est de Prague.
La commune est limitée par Chmelík et Karle au nord, par Vendolí à l'est, par Pomezí au sud, et par Polička à l'ouest.

## Histoire
La première mention écrite du village date de 1347.

## Galerie

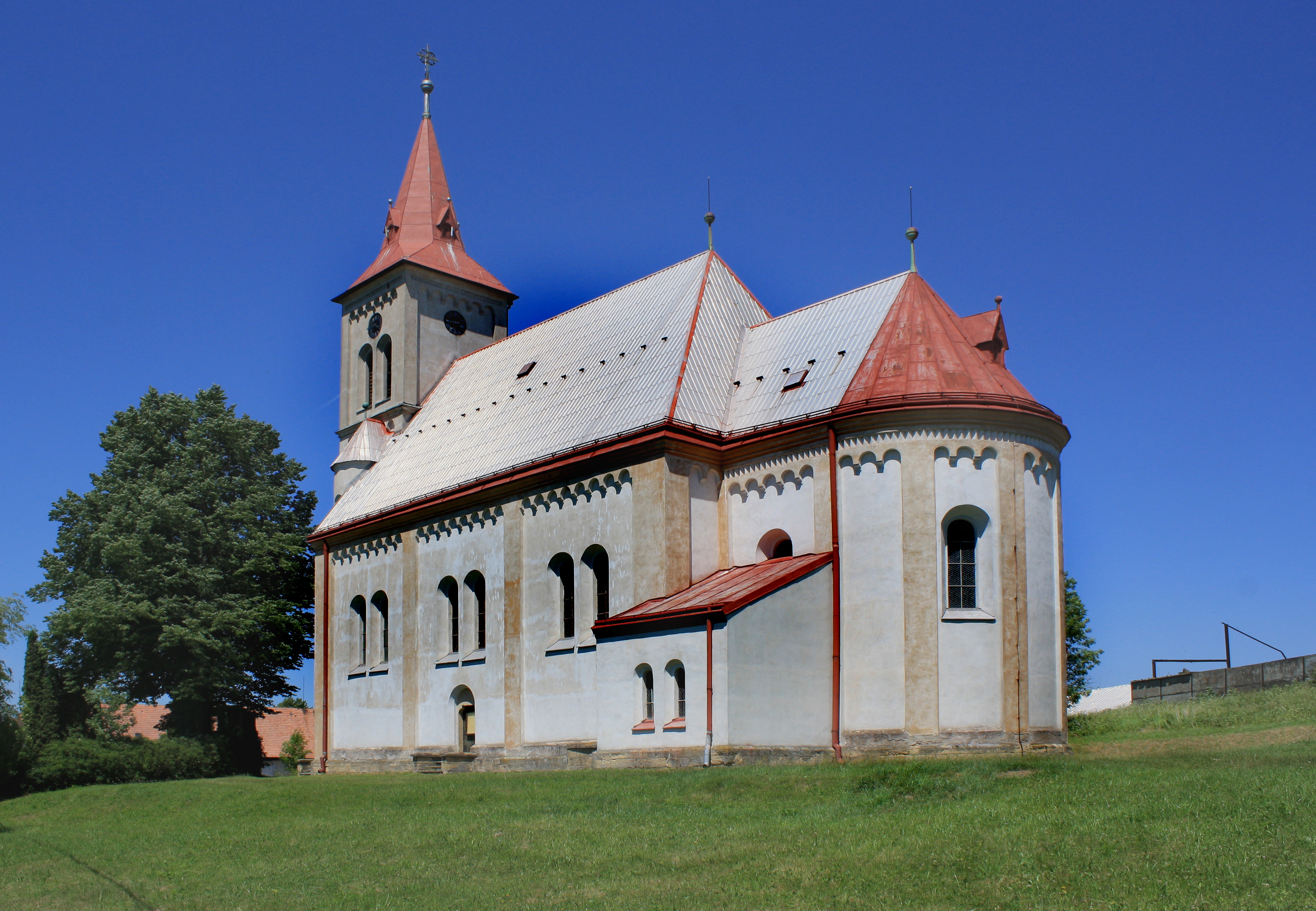
Église Saint-Laurent.
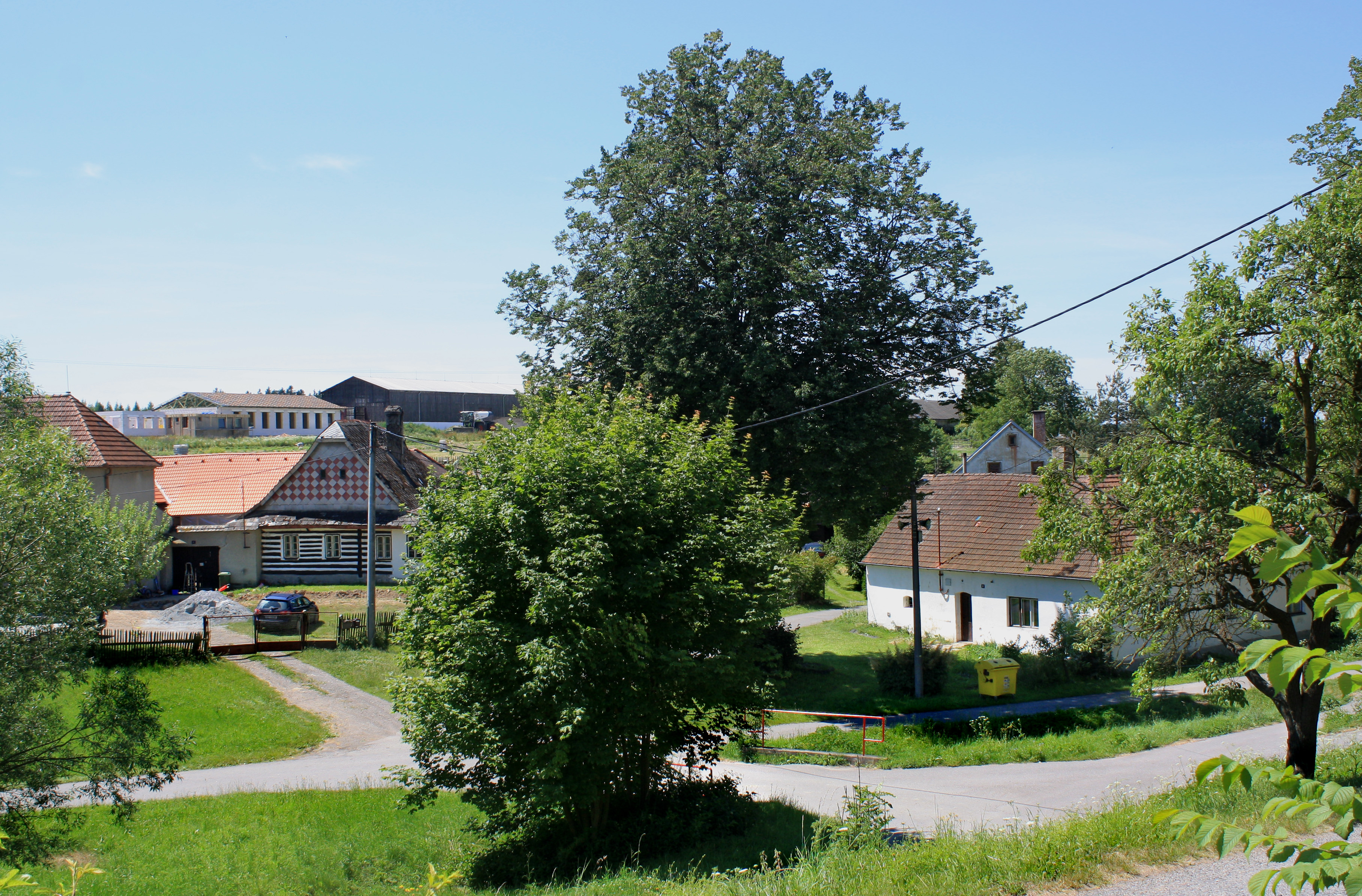
Květná.

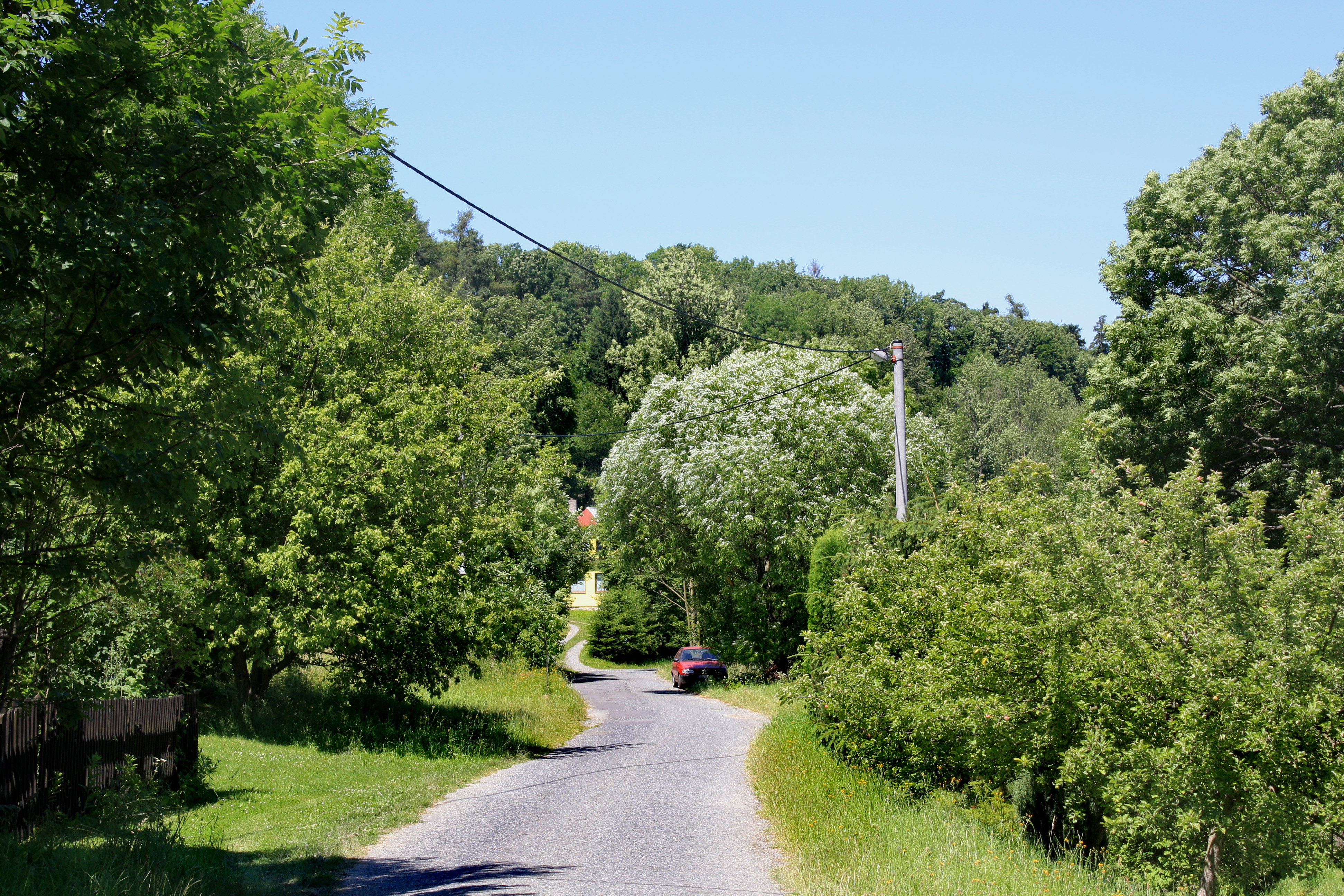
Route vers Litomyšl.

## Transports
Par la route, Květná se trouve à 7,5 km de Polička, à 10 km de Svitavy, à 72 km de Pardubice et à 186 km de Prague. 